# Cot Teungkumeulangit
Cot Teungkumeulangit är ett berg i Indonesien.   Det ligger i provinsen Aceh, i den västra delen av landet, 1 800 km nordväst om huvudstaden Jakarta. Toppen på Cot Teungkumeulangit är 311 meter över havet.
Terrängen runt Cot Teungkumeulangit är kuperad åt sydost, men åt nordväst är den platt.Runt Cot Teungkumeulangit är det ganska tätbefolkat, med 80 invånare per kvadratkilometer. Omgivningarna runt Cot Teungkumeulangit är en mosaik av jordbruksmark och naturlig växtlighet.